# Dormanstown
Dormanstown – wieś w Anglii, w hrabstwie ceremonialnym North Yorkshire, w dystrykcie (unitary authority) Redcar and Cleveland. Leży 72 km na północ od miasta York i 350 km na północ od Londynu.